# Ineos Grenadiers
Ineos Grenadiers (codul echipei UCI: IGD) (fostă Team Sky din 2010-2019 și Team Ineos din 2019-2020) este o echipă britanică de ciclism profesionist care concurează la nivelul UCI WorldTeam. Echipa are sediul la Centrul Național de Ciclism din Manchester, Anglia, cu o bază logistică în Deinze, Belgia. Echipa este condusă de fostul director al British Cycling, Sir Dave Brailsford. Compania Tour Racing Ltd. este entitatea corporativă din spatele echipei în toate iterațiile sale, care, în conformitate cu practica ciclistă, adoptă numele sponsorului principal actual.
Echipa a fost lansată în 2010 cu ambiția de a câștiga Turul Franței cu un britanic în termen de cinci ani, obiectiv atins în doi ani, când Bradley Wiggins a câștigat Turul Franței 2012, devenind primul britanic câștigător al turului din istoria sa, în timp ce coechipierul și compatriotul său britanic Chris Froome a terminat pe locul al doilea, acest câștigând Turul Franței 2013. Froome a câștigat al treilea titlu al Sky în 2015, al patrulea în 2016 și al cincilea în 2017. Froome a câștigat, de asemenea, Turul Spaniei 2017 și Turul Italiei 2018, devenind astfel câștigător al tuturor celor trei Mari Tururi. De asemenea, Froome a primit retroactiv victoria în Turul Spaniei 2011, după ce învingătorul inițial Juan José Cobo a fost deposedat de titlu din cauza dopajului. De asemenea, echipa a câștigat Turul Franței 2018 cu Geraint Thomas, Turul Franței 2019 și Turul Italiei 2021 cu Egan Bernal și Turul Italiei 2020 cu Tao Geoghegan Hart, ceea ce înseamnă că echipa a câștigat șapte din cele opt ediții ale Turului Franței între 2012 și 2019, cu patru cicliști diferiți, și alte cinci mari tururi între 2011 și 2021.
În urma deciziei companiei media britanice Sky UK de a nu reînnoi sponsorizarea, echipa a obținut sprijin financiar din partea grupului britanic de produse chimice Ineos, echipa fiind astfel redenumită Team Ineos din aprilie 2019. Echipa a fost redenumită pentru a reflecta noul vehicul off-road propus de Ineos Automotive, Ineos Grenadier.